# Olteț, Brașov
Olteț, colocvial Beșimbac, (în germană Bessenbach, în trad. Pârâul Bissenilor, Pârâul Pecenegilor, în maghiară Besimbák) este un sat în comuna Viștea din județul Brașov, Transilvania, România. Până recent localitatea s-a denumit Beșimbac.

## Istorie
- În anul 1733, când episcopul greco-catolic Ioan Inocențiu Micu-Klein a dispus organizarea unei conscripțiuni (unui recensământ) în Ardeal, în localitatea Besimbach erau recenzate 46 de familii. Considerând că în fiecare familie erau câte 5 persoane, rezultă că în localitatea Besimbach (azi Olteț), trăiau circa 230 de persoane. Din registrul aceleiași conscripțiuni, aflăm că în localitate funcționau 5 preoți, și anume: Iuon (Ion), care era greco-catolic („unitus”), precum și Ignat, Sztán (Stan), Iuon (Ion) și Toagyer (Toader, sau Teodor, ori Tudor), care erau ortodocși (non uniti). Ultimii trei preoți ortodocși amintiți (Sztán, Iuon și Toagyer) erau recăsătoriți, după decesul primei soții („Bigamus”). În localitate era o biserică. De pe fânețele parohiei ortodoxe se strângeau anual câte 5 care de fân. Numele preoților, precum și denumirea localității erau redate cu ortografie maghiară, întrucât rezultatele conscripțiunii erau destinate unei comisii formate din neromâni, în majoritate unguri.[3]

## Personalități
- Aurel Leluțiu (1914-1980), preot greco-catolic, doctor în teologie, deținut politic, luptător anticomunist.